# Story (Nederlands weekblad)
Het weekblad Story is een Nederlands roddelblad opgericht in februari 1974 dat wekelijks wordt uitgegeven door het uitgeversconcern Sanoma Media Nederland. Story was het eerste echte roddelblad van Nederland.
Het publiek van Story bestaat voor het overgrote deel (68%) uit vrouwen. Meer dan de helft van hen is boven de 50 (63%) en heeft een gezin of woont samen (82%). Ze zijn midden tot hoog opgeleid (73%) en komen uit de meer gegoede klassen (A, B1 en B2). De helft heeft een modaal tot hoog inkomen. Ze houden zich vooral bezig met koken, bakken en tuinieren.
Aanvankelijk werd het blad uitgegeven door VNU, totdat Sanoma in 2001 de tijdschriftendivisie van VNU overnam. Het blad bereikte in de eerste maand van zijn bestaan (februari 1974) een oplage van een half miljoen, terwijl op 150.000 was gerekend.
Er bestaat ook een Vlaamse versie van Story, die eveneens door Sanoma wordt uitgegeven. De Vlaamse Story is volledig autonoom en totaal verschillend van de Nederlandse versie. Hoofdredacteur van de Vlaamse versie is An Meskens.

## Oplagecijfers
Totaal betaalde gerichte oplage volgens HOI, Instituut voor Media Auditing.
- 1975: 683.032
- 1990: 418.311
- 2000: 272.594
- 2004: 217.853[4]
- 2006: 172.920[5]
- 2007: 156.213[6]
- 2010: 114.123
- 2011: 108.660 (-4,8%)[7]
- 2012: 103.786 (-4,5%)[8]
- 2013: 89.945 (-13,3%)
- 2014: 79.913 (-11,2%)
- 2016: 62.400
- 2017: 59.086[9]
- 2018: 58.036
- 2019: 63.680
- 2020: 62.418
- 2021: 59.567
- 2022: 52.570

## Onjuistheden en rectificaties
De aandacht van het tijdschrift voor roddelen heeft er in de loop der jaren toe geleid dat er nogal wat controverse is geweest.
In 1992 maakt Story volgens de rechter inbreuk op de privacy van zanger Rob de Nijs in een onjuist en grievend stuk als ze schrijven over zijn scheiding, de nieuwe relaties van hem en zijn ex-vrouw en de rol die de kinderen hebben gespeeld bij de huwelijksbreuk. De Nijs krijgt 100.000 gulden smartengeld.
In 1995 eiste prins Claus van Amsberg rectificatie nadat het weekblad op 5 januari van dat jaar een relatie legde tussen de 'zelfmoord' van de vader van prins Claus en de ziekte van de prins. Dit was onjuist, de vader van prins Claus is aan een hartstilstand overleden. Claus kreeg 25.000 gulden schadevergoeding die hij aan het Rode Kruis schonk.
In 1997 schrijft Story dat Leontine Ruiters een schoonheidsoperatie zou hebben laten uitvoeren omdat haar borsten niet even groot waren. Bij het artikel zijn naaktfoto's van een borstoperatie geplaatst. Ruiters beschouwt het artikel als inbreuk op haar privacy. Net voordat de zaak in een kort geding zou dienen, treft Story een schikking met Ruiters. Behalve een rectificatie krijgt Ruiters een schadevergoeding, waarvan de hoogte niet bekend wordt gemaakt.
In 1997 plaatste het weekblad een verhaal waarin stond dat voetballer Marc Overmars en entertainer Gordon Heuckeroth een liefdesrelatie met elkaar hebben. Bij gebrek aan bewijs moet het blad zowel Overmars als Gordon 5.000 gulden schadevergoeding betalen. Daarnaast bepaalde de rechtbank dat Story over de volle breedte van de voorpagina een rectificatie moest plaatsen.
Een jaar later, in 1998, komt Gordon weer in conflict met het roddelblad als het zegt dat Gordon soapacteur Michiel de Zeeuw zou hebben overtuigd om voor zijn homoseksualiteit uit te komen. De cover en het verhaal zetten volgens Gordons advocaat aan tot haat en discriminatie van homoseksuelen en om een rechtszaak te voorkomen rectificeert Story het artikel.
Eveneens in 1998 komt politicus Hans Wijers in conflict met het blad na een artikel waarin hij en zijn secretaresse in diskrediet worden gebracht. Ze dreigen met een kort geding. Na een schadevergoeding en een rectificatie zien ze hiervan af.
In 1999 komt Gordon voor de derde keer in een paar jaar tijd in de clinch met het tijdschrift als het vraagtekens plaatst bij de acute reuma van de zanger. Story noemt het een list vanwege tegenvallende kaartverkoop van zijn aanstaande tournee. Als de zanger dreigt met een rechtszaak biedt Story aan zijn tournee te betalen en een rectificatie te plaatsen.
In februari 2002 werd bekend dat voetballer Patrick Kluivert de hulp had ingeroepen van advocaat Gerard Spong nadat Story berichtte dat Kluivert en zijn vrouw zouden gaan scheiden. Spong eiste een rectificatie en een schadevergoeding van 25.000 euro.
In september 2002 maakt Story een fout als ze aankondigen dat het broertje van actrice/presentatrice Diana Sno is overleden. Het blijkt helemaal niet te gaan om de Bekende Nederlander Diana Sno, maar om een andere Diana Sno. Een rectificatie volgt. Daarna blijkt dat de overleden jongen ook van deze Diana Sno geen broer was. Volgens de Raad van Journalistiek hadden deze fouten kunnen worden voorkomen door deugdelijk onderzoek.
Na het voorval met Patrick Kluivert in 2002 verschijnt er in februari 2004 een rectificatie over een ander Kluivert-gerelateerd onderwerp. Het blad had gesteld dat er geruchten zijn dat Kluivert een buitenechtelijk kind heeft en het tijdschrift biedt haar excuses aan "indien door de publicatie van dit artikel de indruk is gewekt dat het gerucht over het vermeende buitenechtelijk kind van Patrick op waarheid berust".
In september 2004 kregen televisiepresentatrices Irene van de Laar en Mariska Hulscher een rectificatie nadat Story beweerde dat Van de Laar een relatie zou hebben met de ex-man van Hulscher. Deze rectificatie deed Van de Laar en Hulscher afzien van een kort geding dat ze tegen Story wilde beginnen.
In oktober 2004 eiste televisiepresentatrice Caroline Tensen een schadevergoeding en een rectificatie nadat het weekblad had geschreven dat ze een verhouding zou hebben met een buurman.
Story moest toen een rectificatie op de gehele voorpagina en op pagina 3 van het eerstvolgende nummer plaatsen. Ook kreeg ze 25.000 euro aan schadevergoeding. In een uitzending van Barend & Van Dorp maakte Tensen bekend dat de buurman uit het verhaal 10.000 euro krijgt.
Eveneens in 2004, nu in november, komt zanger Jim Bakkum op onplezierige wijze in contact met het tijdschrift als het meldt dat hij cocaïne zou hebben gebruikt. Hij eist 100.000 euro schadevergoeding en een rectificatie. Het komt uiteindelijk tot een schikking waarbij de zanger in het roddelblad de gelegenheid krijgt om zijn kant van het verhaal te laten horen.